# M/F Axel
M/F Axel är en svensk passagerarbåt, som trafikerar Karlskrona skärgård.
M/F Axel byggdes 1934 på Lödöse varv som passagerarångfartyg för Lotten Lindvall i Havgården i Nättraby, änka efter politikern och lokalfartygsägaren Axel Lindvall. Hon ägde henne till 1954. Axel ägdes därefter av  Rut Gussie Jephson, i Nättraby och från 1972 av Nättraby kommun. Karlskrona kommun har ägt henne sedan 1974, först direkt och senare genom Affärsverken AB.
Axel byggdes om på Karlskronavarvet från 1982.
M/F Axel går idag i passagerartrafik mellan Fisktorget i Karlskrona och Nättraby samt i chartertrafik.